# Fauville-en-Caux
Fauville-en-Caux is een dorp en voormalige gemeente in de Franse gemeente Terres-de-Caux in het departement Seine-Maritime in de regio Normandië. De voormalige gemeente telt 2192 inwoners (2014). De plaats maakt deel uit van het arrondissement Le Havre.

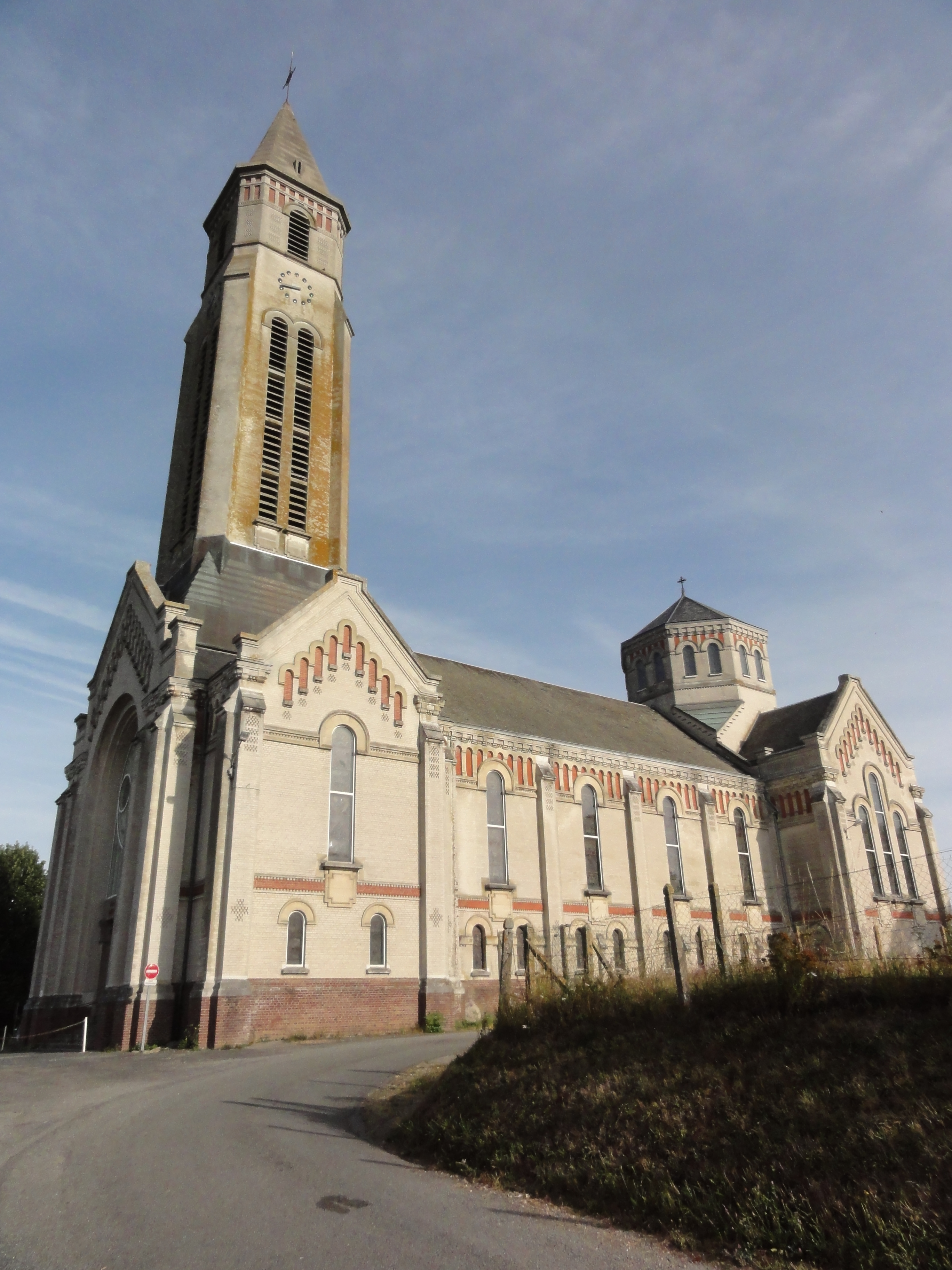
Église Notre-Dame

## Geschiedenis
Oude vermeldingen van de plaats gaan terug tot 1177-1189 als Fovilla. De 18de-eeuwse Cassinikaart toont hier de parochie als Fauville en Caux (verwijzend naar het Pays de Caux).
Op het eind van het ancien régime eind 18de eeuw, toen de gemeenten werden gecreëerd, werd Fauville een gemeente.
In 1920 werd de gemeentenaam van Fauville officieel gewijzigd in Fauville-en-Caux.
Fauville-en-Caux was de hoofdplaats van het gelijknamige kanton tot dit op 22 maart 2015 werd opgeheven en de gemeenten werden opgenomen in het kanton Saint-Valery-en-Caux.
Op 1 januari 2017 fuseerde de gemeente met Auzouville-Auberbosc, Bennetot, Bermonville, Ricarville, Saint-Pierre-Lavis en Sainte-Marguerite-sur-Fauville tot de nieuwe gemeente (commune nouvelle) Terres-de-Caux, waarvan Fauville-en-Caux de hoofdplaats werd.

## Geografie
De oppervlakte van Fauville-en-Caux bedraagt 8,11 km², de bevolkingsdichtheid is 270 inwoners per km².
De onderstaande kaart toont de ligging van Fauville-en-Caux met de belangrijkste infrastructuur en aangrenzende gemeenten.

## Bezienswaardigheden
- De Église Notre-Dame, ingeschreven als monument historique

## Demografie
Onderstaande figuur toont het verloop van het inwonertal.

## Verkeer en vervoer
Door Fauville loopt de grote weg die de autosnelweg A29/E44 (die 2 km ten zuiden van Fauville ligt) verbindt met Fécamp.
Deelgemeenten: Auzouville-Auberbosc · Bennetot · Bermonville · Fauville-en-Caux · Ricarville · Sainte-Marguerite-sur-Fauville · Saint-Pierre-Lavis

Overige plaatsen: Auberbosc · Le Beau Soleil · Le Boos · Le Bout Joyeux · La Chaussée de Saint-Pierre · Joyeux (Auzouville-Auberbosc · La Londe · Roncherolles